# Municipio de Helgeland
El municipio de Helgeland (en inglés: Helgeland Township) es un municipio ubicado en el condado de Polk en el estado estadounidense de Minnesota. En el año 2010 tenía una población de 54 habitantes y una densidad poblacional de 0,77 personas por km².

## Geografía
El municipio de Helgeland se encuentra ubicado en las coordenadas 48°8′28″N 96°33′57″O / 48.14111, -96.56583. Según la Oficina del Censo de los Estados Unidos, el municipio tiene una superficie total de 70.09 km², de la cual 70,09 km² corresponden a tierra firme y (0 %) 0 km² es agua.

## Demografía
Según el censo de 2010, había 54 personas residiendo en el municipio de Helgeland. La densidad de población era de 0,77 hab./km². De los 54 habitantes, el municipio de Helgeland estaba compuesto por el 100 % blancos. Del total de la población el 0 % eran hispanos o latinos de cualquier raza.